# Les Ayvelles
Les Ayvelles é uma comuna francesa na região administrativa de Grande Leste, no departamento Ardenas. Estende-se por uma área de 5,44 km². Em 2010 a comuna tinha 903 habitantes (densidade: 166 hab./km²).